# Ted 2
Ted 2 ist eine US-amerikanische Filmkomödie aus dem Jahr 2015 und die Fortsetzung von Ted aus dem Jahr 2012. Regisseur und Sprecher der titelgebenden Figur des Spielfilms ist Family-Guy-Erfinder Seth MacFarlane. Der Kinostart in Deutschland war am 25. Juni 2015, in den Vereinigten Staaten am 26. Juni 2015.

## Handlung
Ein Jahr nachdem Ted und seine Freundin Tami-Lynn geheiratet haben, streiten sie unentwegt. Als Lösung des Problems schlägt eine Arbeitskollegin aus dem Supermarkt vor, dass die beiden ein Kind bekommen sollten. Begeistert von der Idee versucht Ted einen passenden Samenspender zu finden. Nachdem Sam J. Jones abgelehnt hat, da er nur noch über ein einziges Spermium verfügt, das er als Proteinreserve behalten will, und ein Samenraub von Tom Brady misslingt, bietet John an, der Spender zu werden. Tatsächlich war er Teds erste Wahl; er zögerte jedoch, da John noch immer nicht über seine Scheidung von Lori hinweg ist.
Nach der vollzogenen Spende durch John stellt sich heraus, dass Tami-Lynn durch ihren massiven Drogenmissbrauch unfruchtbar ist. Nach der Diagnose versucht das Paar durch Adoption Eltern zu werden. Dies ist jedoch nicht möglich, da Ted vor dem Gesetz nicht als Mensch, sondern als Sache angesehen wird. Die Adoptionsanfrage zieht einen Erdrutsch nach sich, wodurch Ted alle Konten, Mitgliedschaften sowie seinen Job verliert. Ebenso wird seine Ehe mit Tami-Lynn annulliert.
Um seine Grundrechte wiederzuerlangen, konsultieren Ted und John einen Anwalt. Da sie sich ihn nicht leisten können, schlägt dieser vor, dass seine frisch von der Universität kommende Nichte Samantha den Fall pro bono übernimmt, um Berufserfahrung zu sammeln. Nach anfänglichen Zweifeln über eine derart junge Anwältin freunden sich beide mit Samantha an.
Während sich Ted, John, Tami-Lynn und Samantha auf den Fall vorbereiten, unterbreitet Teds Stalker Donny, der inzwischen bei Hasbro als Hausmeister arbeitet, seinem Chef ein Angebot: Die Firma soll den Gerichtsprozess beeinflussen, damit er Ted stehlen kann, um anschließend lebendige Teddybären herzustellen. Als Gegenleistung verlangt er nur einen dieser Bären für sich selbst. Sein Chef willigt unter der Bedingung ein, dass das Unternehmen zu keinem Zeitpunkt damit in Verbindung gebracht wird.
Beim Gerichtsprozess argumentiert Samantha mit dem berühmten Fall Dred Scott versus Sandford, es 
gelingt ihr jedoch nicht, die Jury von Teds Menschlichkeit zu überzeugen. Um in der Revision zu bestehen, versucht Samantha den Grundrechtsexperten Patrick Meighan als Anwalt zu gewinnen. Tatsächlich willigt er ein, Ted in seinem Büro in New York City zu empfangen. Auf der Fahrt kommt es zu einem Autounfall, wodurch Ted, Samantha und John gezwungen werden, bei einer Scheune in unmittelbarer Nähe einer versteckten Cannabis-Plantage zu übernachten, wo sich Samantha und John näherkommen.
Am nächsten Tag kommen die drei in Meighans Büro an. Bei dem Gespräch bekundet der Anwalt zwar sein Wohlwollen für Teds Fall, erklärt jedoch, dass er diesen nicht übernehmen wird. Er begründet dies mit Teds mangelndem Engagement für die menschliche Gesellschaft. Wutentbrannt darüber, dass er alles verliert, sowie über das scheinbare Desinteresse seiner Freunde zieht Ted ziellos durch New York und landet letzten Endes auf der Comic Con.
Donny, der Ted nach New York gefolgt ist, gelingt es, den Bären einzufangen. Ted konnte jedoch vorher John anrufen, der mit Samantha gerade noch rechtzeitig erscheint, bevor Donny Ted sezieren kann. Aus Rache, dass er Ted wieder einmal verloren hat, kappt Donny die Halterung eines Raumschiff-Enterprise-Modells, welches John beim Versuch, Ted zu retten, quer durch die Veranstaltungshalle schleudert und ihn schließlich unter einem Bildschirm begräbt.
Im Krankenhaus erhalten Ted und Samantha die Nachricht, dass John es nicht geschafft habe. Als sie sich verabschieden wollen, gibt John zu erkennen, dass er noch lebt und seinen Tod nur vorgespielt hat, um sich an Ted für einen (am Ende des Vorgänger-Films gezeigten) Streich zu revanchieren. Daraufhin erscheint Meighan an Johns Krankenbett, der sich nun doch bereit erklärt, den Fall zu übernehmen, nachdem er Teds Reaktion auf Johns Unfall auf der Comic Con im Fernsehen gesehen hat.
Meighan gelingt es tatsächlich, den Fall für Ted zu gewinnen. John und Samantha werden ein Paar. Ted und Tami-Lynn heiraten nun rechtskräftig und adoptieren einen kleinen Jungen. Von seinem Paten John erhält das Baby einen kleinen Teddybären, der aussieht wie Ted.
In der Post-Credit-Szene wird ein Supermarkt-Kunde aus einer früheren Szene mit Verletzungen im Gesicht gezeigt, der seine Cornflakes zurückgibt.

## Hintergrund
Bereits im September 2012 gab Steve Burke bekannt, dass Universal Studios eine Fortsetzung von Ted realisieren wolle. Später bestätigte Mark Wahlberg, dass eine Fortsetzung in Arbeit sei und sie die erste Fortsetzung in seiner Karriere sein werde. Im Oktober 2013 wurde bekannt, dass Ted 2 im Juni 2015 erscheinen solle. Im Februar 2014 wurde bekannt, dass Amanda Seyfried für die weibliche Hauptrolle verpflichtet wurde, während Mila Kunis in der Fortsetzung nicht mehr mitspielen werde.
Die Dreharbeiten begannen am 28. Juli 2014 und endeten am 13. November 2014.
Drehorte waren unter anderem in Boston, den 20th Century Fox Studios in Kalifornien und der Comic Con in New York.
Der erste Trailer wurde am 29. Januar 2015 auf der offiziellen Facebook-Seite veröffentlicht.
Der Film spielte – bei einem Budget von 68 Millionen US-Dollar – an den Kinokassen mehr als 217 Millionen Dollar ein, konnte jedoch nicht an den Erfolg des Vorgängers anknüpfen, der mehr als das Doppelte (549 Millionen Dollar) eingespielt hatte.

## Synchronisation
Synchronisiert wurde der Film durch die Film- & Fernseh-Synchron nach einem Dialogbuch von Tobias Neumann. Regie führte Axel Malzacher.
| Rolle            | Darsteller/in      | Deutsche Synchronstimme                               |
| ---------------- | ------------------ | ----------------------------------------------------- |
| John Bennett     | Mark Wahlberg      | Oliver Mink                                           |
| Ted              | Seth MacFarlane    | Jan Odle (dt. Version) Stefan Puntigam (öst. Version) |
| Samantha         | Amanda Seyfried    | Magdalena Turba                                       |
| Patrick Meighan  | Morgan Freeman     | Klaus Sonnenschein                                    |
| Tami-Lynn        | Jessica Barth      | Esra Vural                                            |
| Donny            | Giovanni Ribisi    | Gerrit Schmidt-Foß                                    |
| Tom Jessup       | John Carroll Lynch | Detlef Bierstedt                                      |
| Frank            | Bill Smitrovich    | Roland Hemmo                                          |
| Guy              | Patrick Warburton  | Stefan Fredrich                                       |
| Rick             | Michael Dorn       | Raimund Krone                                         |
| Frauenarzt       | Dennis Haysbert    | Tilo Schmitz                                          |
| Shep Wild        | John Slattery      | Erich Räuker                                          |
| Supermarkt-Kunde | Liam Neeson        | Bernd Rumpf                                           |
| Sam J. Jones     | Sam J. Jones       | Jürgen Kluckert                                       |
| Tom Brady        | Tom Brady          | David Nathan                                          |
| Erzähler         | Patrick Stewart    | Christian Rode                                        |

## Kritiken
Filmstarts urteilte: „Seth MacFarlane lässt den Bären noch einmal tanzen und dabei die Sau raus! Seine derb-charmante Rüpel-Komödie ‚Ted 2‘ ist ein witziges Sammelsurium aus schmutzigen Gags, cleveren Popkulturreferenzen und verrückten Gastauftritten.“
gamestar.de schrieb: „Wer schon immer einmal wissen wollte, wie es in einer Samenbank aussieht und was passiert, wenn man in einem Raum voller Proben nur Unsinn im Kopf hat, wird nicht enttäuscht. Wer es allerdings anstößig oder ekelig findet, dass John unter literweise Fremdsperma begraben wird, der muss sich entweder die Augen zuhalten oder sich fragen, warum er überhaupt in diesem Film sitzt.“ „Dabei muss sich die Story dem Gag-Feuerwerk beugen und der Film wird zu einer zerhackstückelten Aneinanderreihung von Szenen, die nur wenig zur eigentlichen Geschichte beitragen.“
Die Onlineplattform epd-film.de meinte kritisch: „Wie schon im ersten Teil ist auch in ‚Ted 2‘ der Plot eher Nebensache. Der Star des Films ist die Prämisse: Ein kuscheliger Plüschteddy benimmt sich deftiger daneben als eine ganze Horde College-Studenten. Schlichter könnte ein Erfolgsrezept kaum gestrickt sein.“